# Schneider-Seidenäffchen
Das Schneider-Seidenäffchen (Mico schneideri) ist eine Primatenart aus der Familie der Krallenaffen. Sie kommt im Norden des brasilianischen Bundesstaates Mato Grosso zwischen den Flüssen Rio Juruena im Westen und Rio Teles Pires im Osten südlich des Zusammenflusses der beiden Flüsse vor und lebt dort in primären und sekundären Terra-Firme-Regenwäldern und in der Übergangszone zum Cerrado. Im Süden reicht das Verbreitungsgebiet bis in das Quellgebiet der beiden Flüsse, aber nicht bis nach Lucas do Rio Verde.

## Merkmale
Das Schneider-Seidenäffchen hat einen hellen, bleifarbenen Rücken, Brust und Bauch sind cremefarben bis hellgrau-silbrig, zur Leistenregion hin wird das Fell orange. Die Kopfoberseite ist schwärzlich, die meisten Gesichtshaare sind weiß. Es gibt jedoch auch schwarze und graue (schwarz-weiß gebänderte) Haare im Gesicht. Die Gesichtshaare sind kurz und werden zur Nase hin immer kürzer. Am Rand des Gesichts sind sie länger und stehen dichter. Die Augen sind dunkelbraun. Der Schwanz ist schwarz, an der Unterseite des Schwanzansatzes befinden sich einige orangefarbene Haare. Die Oberarme sind grau bis cremefarben, die Oberseite der Hände sind schwärzlich-golden, die der Füße orange-golden. Die haarlosen Handflächen sind grau bis weiß, die Fußflächen unpigmentiert. Finger und Zehen, mit Ausnahme der Großzehe, die einen flachen Nagel hat, sind mit gebogenen Krallen versehen. Ohrbüschel fehlen. Körpermaße wurden mit der Erstbeschreibung nicht veröffentlicht. Kopf und Rumpf der Seidenäffchen sind in den meisten Fällen nur wenig länger als 20 cm, der Schwanz hat eine Länge von wenig mehr als 30 cm.

## Systematik
Das Schneider-Seidenäffchen wurde Mitte 2021 erstbeschrieben und zu Ehren von Horacio Schneider benannt, einem 2018 verstorbenen brasilianischen Biologen, der unter Anwendung molekularer und genetischer Methoden vor allem die Phylogenie der Neuweltprimaten untersucht hat. Grundlage der Beschreibung sind einige Exemplare, die 1995 im Gebiet des Zusammenflusses von Juruena und Teles Pires gesammelt wurden und im Emílio Goeldi-Museum in Belém aufbewahrt wurden, sowie weitere Exemplare, die zwischen 2015 und 2018 in diesem Gebiet gesammelt wurden. Die Seidenäffchen aus dem Juruena-Teles-Pires-Gebiet wurden vorher von einigen Autoren als Exemplare des Braunen Seidenäffchen (Mico emiliae) klassifiziert. Das Schneider-Seidenäffchen ist nah mit dem Schwarzschwanz-Seidenäffchen (Mico melanurus) und dem Marca-Seidenäffchen (Mico marcai) verwandt, wobei letzteres die Schwesterart darstellt.

## Belege
1. 1 2 3  Rodrigo Costa-Araújo, José S. Silva-Jr., Jean P. Boubli, Rogério V. Rossi, Gustavo R. Canale, Fabiano R. Melo, Fabrício Bertuol, Felipe E. Silva, Diego A. Silva, Stephen D. Nash, Iracilda Sampaio, Izeni P. Farias and Tomas Hrbek. 2021. An Integrative Analysis Uncovers A New, Pseudo-cryptic Species of Amazonian Marmoset (Primates: Callitrichidae: Mico) from the Arc of Deforestation. Scientific Reports. 11: 15665. DOI: 10.1038/s41598-021-93943-w